# Tyreholm
Tyreholm är en ö i Danmark. Den ligger i Stege Bugt i Region Själland, i den sydöstra delen av landet. På ön finns främst gräsmarker.